# Riku Matsuda (futbolista nacido en 1999)
Riku Matsuda (松田 陸 Matsuda Riku?, Gunma, 3 de mayo de 1999) es un futbolista japonés que juega como defensa en el Tokyo Verdy.

## Trayectoria

### Clubes
| Club             | País  | Año       |
| ---------------- | ----- | --------- |
| Gamba Osaka      | Japón | 2018-2020 |
| Zweigen Kanazawa | Japón | 2021-2022 |
| JEF United Chiba | Japón | 2023-2025 |
| Tokyo Verdy      | Japón | 2025-     |